# Zenkeria obtusiflora
Zenkeria obtusiflora är en gräsart som först beskrevs av George Henry Kendrick Thwaites, och fick sitt nu gällande namn av George Bentham. Zenkeria obtusiflora ingår i släktet Zenkeria och familjen gräs. Inga underarter finns listade i Catalogue of Life.